# Saber Khalifa
Saber Khalifa (Gabès, 14 oktober 1986) is een Tunesisch betaald voetballer die dorgaans als spits speelt. Hij verruilde in 2013 Évian TG voor Olympique Marseille. In 2014 werd hij verhuurd aan het Tunesische Club Africain.

## Clubcarrière
Khalifa speelde reeds in Tunesië en Libië bij Stade Gabésien, Espérance Sportive de Tunis, Club Sportif de Hammam-Lif en Al Ahly Benghazi. In 2011 kwam hij in de Ligue 1 terecht bij Évian TG. In twee seizoenen scoorde hij 17 doelpunten uit 56 competitiewedstrijden voor Évian. Op 9 augustus 2013 werd hij voor een bedrag van 2,5 miljoen euro verkocht aan Olympique Marseille. Khalifa tekende een vierjarig contract in het Stade Vélodrome. Dat verhuurde vervolgens aan het Tunesische Club Africain.

## Interlandcarrière
Khalifa debuteerde in 2010 voor Tunesië. Hij nam met zijn land deel aan de Afrika Cup 2012 en aan de Afrika Cup 2013.
1 Ben Mustapha ·
2 S. Ben Youssef ·
3 Benalouane ·
4 Meriah ·
5 Haddadi ·
6 Bedoui ·
7 Khaoui ·
8 F. Ben Youssef ·
9 Badri ·
10 Khazri ·
11 Bronn ·
12 Maâloul ·
13 Sassi ·
14 Ben Amor ·
15 Khalil ·
16 Mathlouthi  ·
17 Skhiri ·
18 Srarfi ·
19 Khalifa ·
20 Chaalali ·
21 Nagguez ·
22 Hassen ·
23 Sliti ·
Coach: Maâloul